# Nachtjagdgeschwader 200
Nachtjagdgeschwader 200 foi uma unidade de combate aéreo nocturno da Luftwaffe que prestou serviço durante a Segunda Guerra Mundial. A NJG 200 foi parcialmente formada com dois grupos sem o seu próprio Geschwaderstab. O esquadrão foi frequentemente usado para treinar e testar vôos, contudo também combateu na Frente Oriental; operou aeronaves Junkers Ju 88, Messerschmitt Bf 110, Focke-Wulf Fw 190 e Heinkel He 111.